# Hugo VI. von Lusignan
Hugo VI. von Lusignan (* um 1039; † 18. Mai 1102 in Ramla), genannt „le diable“ (der Teufel), war Herr von Lusignan, Kreuzritter und Sohn des Hugo V. von Lusignan und dessen Frau Almodis de la Marche.
Trotz seiner Frömmigkeit geriet er häufig mit der exemten Abtei von Saint-Maixent in Konflikt. Seine zahlreichen Auseinandersetzungen mit den Mönchen wurden schließlich so gewalttätig, dass der Herzog von Aquitanien, die Bischöfe von Poitiers und Saintes sowie Papst Paschalis II. intervenieren mussten. Von den Mönchen der Abtei Saint-Maixent erhielt er den Beinamen „der Teufel“.
Aus der Ehe mit Hildegard von Thouars, Tochter von Vizegraf Aimery IV. von Thouars aus dem Haus Thouars ging sein Sohn und Nachfolger Hugo VII. von Lusignan hervor.
1087 unternahm Hugo zusammen mit seinem Halbbruder  Raimund IV. von Toulouse eine Expedition gegen die Almoraviden in Spanien zur Unterstützung seines weiteren Halbbruders Berenguer Ramon II., dem Grafen von Barcelona.
1096 nahm Hugo das Kreuz zum Ersten Kreuzzug an der Seite seiner Halbbrüder Raimund und Berenguer. Er begleitete Raimund auch auf dem Kreuzzug von 1101. Nachdem er mit letzterem Ostern 1102 Jerusalem erreicht hatte, trat er die Heimreise nach Frankreich an. Sein Schiff geriet allerdings nur kurz nach der Abfahrt in einen Sturm und musste beschädigt umkehren. So folgte er dem Hilferuf König Balduins I. von Jerusalem und schloss sich dessen Heer zur Abwehr einer ägyptischen Invasion an. In der folgenden zweiten Schlacht von Ramla fiel Hugo am 18. Mai 1102.